# Pustyłki
Pustyłki (lit. Pustilta) – wieś na Litwie, w okręgu wileńskim, w rejonie wileńskim, w gminie Podbrzezie, przy drodze krajowej 172.

## Historia
W dwudziestoleciu międzywojennym leżały w Polsce, w województwie wileńskim, w powiecie wileńsko-trockim, w gminie Podbrzezie. W 1931 miejscowość liczyła:
- kolonia – 32 mieszkańców, zamieszkałych w 7 budynkach,
- wieś – 61 mieszkańców, zamieszkałych w 11 budynkach[1].

Pustyłki położone były wówczas przy granicy z Litwą. Znajdowała się tutaj strażnica KOP „Pustyłki”. Przekraczała tu granicę droga Wilno – Giedrojcie – Malaty. W 1935 ziemia z Pustyłek, wraz z ziemią z pięciu innych miejscowości ze strażnicami KOP broniącymi granicy polsko-litewskiej, została przesłana na usypanie Kopca Józefa Piłsudskiego w Krakowie.
Po II wojnie światowej w granicach Związku Sowieckiego. Od 1991 na niepodległej Litwie.